# ولایت اوگو

این ولایت با رنگ تیره مشخص شده است.

ولایت اوگو (به ژاپنی: 羽後国 Ugo-no kuni) یکی از ولایت‌ها در تقسیم‌بندی کشوری قدیم ژاپن بود.